# NGC 4535
NGC 4535 este o intermediate spiral galaxy⁠(d) situată în constelația Fecioara. A fost descoperită în 28 decembrie 1785 de către William Herschel. Se află la o distanță de 16,14 megaparseci de Pământ.